# Anni 130 a.C.
Gli anni 130 a.C. sono il decennio che comprende gli anni dal 139 a.C. al 130 a.C. inclusi.

## Eventi, invenzioni e scoperte
- 130 a.C., Ipparco scopre la precessione degli equinozi

## Nati
- Salomè Alessandra, sovrana ebrea antica († 67 a.C.)138 a.C.
- Lucio Cornelio Silla, generale romano († 78 a.C.)
- Fedro, filosofo greco antico135 a.C.
- Antioco IX, sovrano († 96 a.C.)
- Gneo Pompeo Strabone, militare romano († 87 a.C.)134 a.C.
- Jin Midi, politico e generale cinese († 86 a.C.)
- Nicomede IV, re († 74 a.C.)132 a.C.
- Mitridate VI del Ponto, sovrano († 63 a.C.)130 a.C.
- Lucio Apuleio Saturnino, politico romano († 100 a.C.)
- Giulia, romana († 69 a.C.)
- Lucio Cecilio Metello, politico romano († 68 a.C.)
- Meleagro di Gadara, filosofo, scrittore e poeta greco antico

## Morti
- Viriato, condottiero (n. 180 a.C.)138 a.C.
- Antioco VI, sovrano (n. 148 a.C.)
- Attalo II, sovrano (n. 220 a.C.)137 a.C.
- Zhao Tuo, generale cinese135 a.C.
- Simone Maccabeo, condottiero, sovrano e sacerdote ebreo antico (n. 143 a.C.)
- Servio Sulpicio Galba, politico e militare romano (n. 190 a.C.)133 a.C.
- Attalo III, sovrano (n. 170 a.C.)132 a.C.

- Euno
- Tiberio Sempronio Gracco, politico romano (n. 163 a.C.)
- Mitridate I di Partia, sovrano
- Publio Cornelio Scipione Nasica Serapione, politico romano (n. 183 a.C.)
- Cleone di Cilicia
- Diofane di Mitilene, filosofo, retore e oratore greco antico

- 7 febbraio - Marco Pacuvio, drammaturgo, poeta e pittore romano (n. 220 a.C.)
- Appio Claudio Pulcro, politico e militare romano
- Publio Licinio Crasso Dive Muciano, politico romano
- Menandro I, sovrano indiano
- Tolomeo Menfite, principe egizio (n. 144 a.C.)
- Tolomeo di Commagene, re (n. 210 a.C.)